# هيو كوفنتري
هيو كوفنتري (بالإنجليزية: Hugh Coventry)‏ هو لاعب كرة قدم أسترالية أسترالي، ولد في 8 أبريل 1922، وتوفي في 21 يوليو 2006.

## وصلات خارجية
- هيو كوفنتري على موقع AustralianFootball.com (الإنجليزية)
- هيو كوفنتري على موقع AFLtables.com (الإنجليزية)